# Ellington (Misuri)
Ellington es una ciudad ubicada en el condado de Reynolds en el estado estadounidense de Misuri. En el Censo de 2010 tenía una población de 987 habitantes y una densidad poblacional de 275,95 personas por km².

## Geografía
Ellington se encuentra ubicada en las coordenadas 37°14′8″N 90°58′21″O / 37.23556, -90.97250. Según la Oficina del Censo de los Estados Unidos, Ellington tiene una superficie total de 3.58 km², de la cual 3.57 km² corresponden a tierra firme y (0.07%) 0 km² es agua.

## Demografía
Según el censo de 2010, había 987 personas residiendo en Ellington. La densidad de población era de 275,95 hab./km². De los 987 habitantes, Ellington estaba compuesto por el 98.38% blancos, el 0.2% eran afroamericanos, el 0.41% eran amerindios, el 0.2% eran asiáticos, el 0% eran isleños del Pacífico, el 0% eran de otras razas y el 0.81% pertenecían a dos o más razas. Del total de la población el 1.11% eran hispanos o latinos de cualquier raza.